# 富乐镇 (会理县)
富乐镇，原为富乐乡，是中华人民共和国四川省凉山彝族自治州会理市已撤销的一个行政建制镇。
2019年12月，撤销富乐镇，将其所属行政区域划归彰冠镇管辖。

## 行政区划
富乐镇撤销前下辖以下地区：
富乐村、车拉村、光山村、钉子房村、高建村和三岔河村。